# كارل فرير
كارل فرير هو رائد أعمال سويدي، ولد في 9 مايو 1970.